# Gérard Noiriel
Gérard Noiriel (Nancy,  11 de julio de 1950) es un historiador francés, pionero en la historia de la inmigración en Francia. También está especializado en la historia de la clase obrera, otros temas interdisciplinares como la relación entre las ciencias sociales y las prácticas culturales, y cuestiones epistemológicas de la historia. Como tal, participó activamente en el desarrollo de la disciplina sobre estudios socio-históricos universitarios. Es director de estudios en la École des hautes études en sciences sociales (EHESS), cofundador de la revista Genèses y presidente del Comité de vigilance face aux usages publics de l'histoire.

## Biografía
Estudiante en la facultad de Letras de la Universidad de Nancy, descubrió el activismo político a través de sindicatos estudiantiles presentes en el campus a partir de mayo de 1968 como la Union nationale des étudiants de France y la Union des étudiants communistes, donde militó. Su activismo estrechamente ligado al marxismo le permitió descubrir ramas de las ciencias humanas y sociales, como el psicoanálisis, la antropología y la lingüística.
Ya licenciado, ejerció como docente en la Universidad de Longwy durante los conflictos sociales de finales de los 70 a raíz de la crisis en la siderurgia en la zona; miembro de un partido comunista local, participó activamente con un programa sobre la historia, en la radio clandestina de la Confédération générale du travail (CGT), Lorraine cœur d'acier.
En 1980 abandonó el Partido comunista francés (PCF) tras publicar junto a Benaceur Azzawi, sindicalista de la GCT, el libro Vivre et lutter à Longwy; este alejamiento le desarrolló, en parte, un interés por las obras de Pierre Bourdieu y Michel Foucault.
Participó como historiador en documentales históricos de France Régions 3 en los 90 dedicados a la contribución de los inmigrantes a la historia de Francia. Fue miembro del consejo científico Cité nationale de l’histoire de l’immigration antes de dimitir en mayo de 2007 en protesta por la creación del Ministère de l'Immigration, de l'Intégration, de l'Identité nationale et du Développement solidaire por parte del gobierno de Nicolas Sarkozy.
És miembro asociado del Institute for Advanced Study de Princeton y forma parte de varios comités académicos de expertos en historia moderna y contemporánea en la Universidad de Valenciennes en Famars, en la Universidad de París VII Denis Diderot y en la Universidad Lille III.

## Obra
Entre sus artículos, estudios o publicaciones, pueden citarse:
| - Vivre et lutter à Longwy, col. « Débats Communistes », 1980. - Longwy, Immigrés et prolétaires (1880-1980), col. « Pratiques Théoriques », 1984. - Les Ouvriers dans la société française , col. « Points », 1986. - Le Creuset français. Histoire de l'immigration, col. « L'Univers Historique », 1988. - La Tyrannie du national. Le droit d'asile en Europe (1793-1993), 1991. - Population, immigration et identité nationale en France , col. « Carré-Histoire » 1992. - Immigrants in Two Democracies. French and American Experience , 1992. - Sur la « crise de l'histoire », Paris, Belin, coll. « Socio-Histoires », 1996. - Construction des nationalités et immigration dans la France contemporaine , 1997 - Qu'est-ce que l'histoire contemporaine ?, col. « Carré-Histoire », 1998. - Les Origines républicaines de Vichy, 1999. | - État, nation et immigration. Vers une histoire du pouvoir, col. « Socio-Histoires », 2001 - Atlas de l’immigration en France, 2002. - Penser avec, penser contre. Itinéraire d'un historien, col. « Socio-Histoires », 2003. - Gens d’ici venus d’ailleurs. La France de l’immigration de 1900 à nos jours, 2004. - Les Fils maudits de la République. L’avenir des intellectuels en France, col. « Histoire de la pensée », 2005. - Introduction à la socio-histoire, 2006. - Immigration, antisémitisme et racisme en France: Discours publics, humiliations privées, 2007. - À quoi sert l'identité nationale, 2007. - L'identification. Genèse d'un travail d'État, 2007. - Histoire, théâtre et politique, col. « Contre-feux », 2009. - Le massacre des Italiens - Aigues-Mortes, 17 août 1893, 2010. - Chocolat clown nègre. L'histoire oubliée du premier artiste noir de la scène française, 2012. |

## Reconocimientos
Su libro Chocolat, clown nègre: l'histoire oubliée du premier artiste noir de la scène française, (en español, Chocolat, payaso negro: la historia olvidada del primer artista negro de la escena francesa) fue llevado al cine por el director francés Roschdy Zem, en la película biográfica Chocolat, que se estrenó en 2016 y fue protagonizada por Omar Sy, en el papel del payaso Chocolat, y por James Thierrée, en el papel de George Foottit.